# Esenbeckia grandiflora
Esenbeckia grandiflora är en vinruteväxtart. Esenbeckia grandiflora ingår i släktet Esenbeckia och familjen vinruteväxter.

## Underarter
Arten delas in i följande underarter:
- E. g. brevipetiolata
- E. g. grandiflora
- E. g. intermedia